# 爱德华·贝拉米
爱德华·贝拉米（英語：Edward Bellamy，1850年3月26日—1898年5月22日）美国作家、记者、政治活动家，他以1888年出版的乌托邦小说《回顾》而知名。该小说由李提摩太翻译成中文，其中文改编版《百年一觉》曾在《万国公报》上连载，对中国思想家康有为、梁启超、谭嗣同产生一定影响。